# تیان بینگیی
تیان بینگیی (انگلیسی: Tian Bingyi؛ زادهٔ ۴ ژوئیهٔ ۱۹۶۳) بدمینتون‌باز اهل چین است.